# The Town of Light
The Town of Light (с англ. — «Город света») — видеоигра психологический survival horror разработан и опубликовано LKA, независимой итальянской компанией, в Флоренции.
Игра была выпущена 26 февраля 2016 года на цифровой платформе Steam. На данный момент доступна только для PC, но создатели заявили, что в их намерения входит выпуск в будущем также версий для систем Linux, Mac Os и консолей PlayStation 4 и Xbox One.
Начиная с обновления 9 мая 2016, The Town of Light поддерживает технологию виртуальной реальности Oculus Rift.

## Сюжет
Сюжет игры основан на реальных событиях.
История начинается в 2016 году в бывшей психиатрической больнице в Вольтерре, где героиня Рени —  пациент психбольницы, возвращается, чтобы раскрыть правду, что скрывается в этом месте. Исследуя старое место, в настоящее время, в котором она провела большую часть своей юности, Рени видит все более и более чётких призраков своего прошлого. Привычный для 16-ти летней Рени мир внезапно перестаёт существовать, сузившись до размера больничной палаты. Банальное незнание своего места в этом мире было её единственной виной. 
«Опасна для самой себя, окружающих и причина вопиющего публичного скандала» — пестреют заголовки газет.
Жуткая, леденящая душу похлеще всяких призраков правда об этих событиях — вот, что ожидает вас в игре.
Через воспоминания молодой героини отражаются условия, в которых она, как и другие пациенты находилась. У Рени остался травматичный опыт, включая сексуальное насилие со стороны незнакомца, наведённого выкидыша, смерти матери, лоботомии и электрошока.

## Режим игры
The Town of Light — это инди игра, в жанре психологического хоррора, происходящее показывается от первого лица. Голос рассказчика героини, Рени, сопровождает игрока все уровни игры. Цель состоит в том, чтобы исследовать помещения внутри и снаружи больницы в поисках своих воспоминаний, с помощью которых персонаж может пережить ужасные условия, в которых пациенты должны были находиться. В игре можно найти старые документы, рисунки и предметы, которые вводят параллельные истории о безумии и ужасах.
Темп игры довольно умеренный, и это позволит игроку следовать без отвлекающие факторы нить повествования, которая является центральным всей игры. Прохождение длится около двух часов, но некоторые главы могут быть воспроизведены повторно, чтобы оказаться в различных версиях истории, небольшие отклонения от сюжета, которые приводят, к одному окончанию игры, но на разных точек зрения. Позволяет разблокировать две разные концовок в истории в зависимости от выбора действий.

## Локации
Игра полностью происходит внутри и в окружении психиатрической больнице в Вольтерре, закрыли из-за Закона Базальи, который был принят в 1978 итальянским правительством, который предусматривает закрытие всех психиатрических учреждениях, и возвращение гражданских прав пациентов. Игрок располагается таким образом, чтобы исследовать то, что осталось от старый психбольнице, что на сегодняшний день находится в состоянии полной заброшенности.

## Саундтрек
Саундтрек игры был сделан композитором Aseptic Void. Все треки доступны бесплатно онлайн. Для тех, кто купил Limited Edition, саундтрек можно скачать с помощью кода внутри.
Композиции:
- Charcot (4:06)
- The Town of Light Main Theme (1:40)
- Alone (4:20)
- Renèe Tace (2:50)
- Reparto Semi Agitate (1:11)
- Violazione (2:03)
- Ricordi che Emergono (1:36)
- Area Bagni (1:26)
- Docce (1:11)
- Radio (1:49)
- Compagni di Giochi (7:29)
- Dopo il Ricovero (1:02)
- Violin and Decay (2:24)
- Lettera alla Madre (1:29)
- Refettorio (1:48)
- Padiglione Ferri (1:56)
- Incontri (1:35)
- Interno del Primo Reparto (2:09)
- Interno del Secondo Reparto (0:58)
- Elettroshock (1:13)
- Verso il Cimitero (1:12)
- Stanza con Onofrio (1:22)
- Circumspection (8:14)
- Black Toy Box (4:41)
- A Porte Chiuse (1:30)
- Dissolvenza (0:34)

Кроме того, часть официального саундтрека двух треков Town of Light (1:40) , Riabilitazione (2:40), Alessio Belli и David Antonini.

## Специальное издание
В дополнение к цифровой копии скачать с помощью портала Steam, The Town of Light была развёрнута в ограниченной версии эксклюзивно в сети Gamestop. Ограниченное издание игры включает в себя, помимо диска с игрой:
- Дневник Рени состоит из 52 страниц;
- План убежища Вольтерра;
- Код для того, чтобы скачать саундтрек The Town of Light.

## Награды
- Visuality Award agli Indie of the Year 2015 — Editors Choice.[7]
- Finalist Gamer’s Voice Award agli SXSW.[8]
- «Excellence in Story and Storytelling» ai Game Development Awards 2014.[9]

## Системные требования
Минимальные системные требования:
- ОС: Windows 7/8/10 64
- Процессор: Intel Core i3 или equivalent AMD
- Оперативная память: 4 GB RAM
- Видеокарта: NVIDIA GeForce GTX 460, AMD Radeon HD 6770 с 1 GB видеопамяти
- DirectX: Version 11
- Место на диске: 10 GB свободного места
- Звуковая карта: DirectX Compatible
- Дополнительно: Supported Controllers: Xbox 360 или Xbox One

Рекомендуемые требования:
- ОС: Windows 7/8/10 64
- Процессор: Intel Core i5 or equivalent AMD
- Оперативная память: 8 GB RAM
- Видеокарта: NVIDIA GeForce GTX 560, AMD Radeon HD 7790
- DirectX: Version 11
- Место на диске: 10 GB свободного места
- Звуковая карта: DirectX Compatible
- Дополнительно: Supported Controllers: Xbox 360 или Xbox One

## Критика
| Сводный рейтинг | Сводный рейтинг | Сводный рейтинг |
| Издание         | Оценка          | Оценка          |
| Издание         | PC              | PS4             |
| --------------- | --------------- | --------------- |
| GameRankings    | 63,08 %         | 65,29 %         |

The Town of Light получил отзывам в среднем положительные оценки. На Metacritic игра получила рейтинг 64/100; на GameRankings версия для PC получила оценку в 63,08 %.
| Издание                                | Оценка |
| -------------------------------------- | ------ |
| Spaziogames su The Town of Light       | 7.0/10 |
| Everyeye su The Town of Light          | 6.0    |
| Multiplayer.it su Town of Light        | 9.0    |
| The Games Machine su The Town of Light | 8.0    |
| Game Spew su The Town of Light         | 8.0    |
| Eurogamer su The Town of Light         | 8.0/10 |
| Games.it su The Town of Light          | 6.4    |
| Gaming Trend su The Town of Light      | 85/100 |
| Destructoid su The Town of Light       | 6.5    |